# Кубок мира по горному бегу 1992
8-й Кубок мира по горному бегу прошёл с 28 по 30 августа 1992 года в долине Валь-ди-Суза (Пьемонт, Италия). Разыгрывались 9 комплектов наград: по четыре в индивидуальном и командном первенствах (мужчины на короткой и длинной дистанции, женщины и юниоры до 20 лет), а также в общем зачёте по итогам трёх мужских забегов. Юниорки до 20 лет выступали вне основной программы. Юниорская категория была ограничена спортсменами 1973 года рождения и моложе.
Италия в третий раз принимала Кубок мира по горному бегу. В программу соревнований впервые был включён забег среди юниорок, но только в качестве демонстрационной дисциплины. Главные события турнира прошли в двух городах в долине Валь-ди-Суза: Бардонеккья приняла забеги на трассе с профилем «вверх-вниз» у юниоров, женщин и мужчин на короткой дистанции, Суза стала местом старта для юниорок и мужчин на длинной дистанции «вверх». Финиш длинной дистанции находился недалеко от горной деревни Фрайс.
С самого утра второго дня соревнований пошёл дождь, из-за которого организаторы несколько раз откладывали старт. Однако дождаться его окончания не удалось, и в 16:00 на дистанцию ушли юниоры. Женщины и мужчины на короткой дистанции также выступали под дождём и на скользкой трассе.
На старт вышли 320 бегунов (167 мужчин, 72 женщины, 57 юниоров и 24 юниорки) из 23 стран мира. Каждая страна могла выставить до 5 человек в каждый из забегов. Сильнейшие в командном первенстве определялись по сумме мест трёх лучших участников. По сумме командных результатов у мужчин и юниоров выявлялись призёры общего зачёта.
В 1992 году в последний раз была проведена короткая дистанция у мужчин. Чемпионом на ней стал Мартин Джонс, который также помог сборной Англии взять золото в командном первенстве. Со следующего розыгрыша Кубка мира в программе осталась только одна мужская дистанция, а её профиль («вверх» или «вверх-вниз») стал ежегодно чередоваться.
Забег среди женщин уверенно выиграла Гудрун Пфлюгер из Австрии. Её соотечественник Хельмут Шмук завоевал золотую медаль на длинной дистанции у мужчин, серебряным призёром второй год подряд стал француз Жан-Поль Пайе.
Первую медаль в истории соревнований завоевали представители Уэльса: третьим среди юниоров финишировал Стивен Гриффитс.
В последний раз на Кубке мира были определены сильнейшие в общем зачёте по итогам трёх забегов у мужчин и юниоров. Восьмую подряд победу с большим преимуществом одержали спортсмены из Италии.

## Медалисты
Курсивом выделены участники, чей результат не пошёл в зачёт команды.

### Мужчины
| Дисциплина                                  | Золото | Золото   | Серебро | Серебро   | Бронза | Бронза   |
| ------------------------------------------- | --- | -------- | --- | --------- | --- | -------- |
| 10,07 км перепад высот: +810 м −810 м       | Мартин Джонс Англия | 49.05    | Ренатус Биррер Швейцария | 49.48     | Робин Бергстранд Англия | 50.01    |
| 10,07 км (команды)                          | Англия · Мартин Джонс · Робин Бергстранд · Марк Кросдейл · Крейг Робертс | 13 очков | Италия · Давиде Милези · Фаусто Бонци · Лучо Фрегона · Джованни Росси · Джамбаттиста Лиццоли | 24 очка   | Шотландия · Колин Доннелли · Нил Уилкинсон · Дермот Макгонигл · Джон Уилкинсон | 31 очко  |
| 14,67 км перепад высот: +1394 м             | Хельмут Шмук Австрия | 1:11.00  | Жан-Поль Пайе Франция | 1:11.26   | Константино Бертолла Италия | 1:11.47  |
| 14,67 км (команды)                          | Франция · Жан-Поль Пайе · Сильвен Ришар · Жайме Мендеш · Тьерри Икар | 21 очко  | Италия · Константино Бертолла · Марко Тоини · Клаудио Амати · Фабио Чапони · Андреа Агостини | 24 очка   | Австрия · Хельмут Шмук · Флориан Штерн · Рудольф Райтбергер · Херберт Бенедик · Андреас Штерн | 41 очко  |
| Юниоры 7,44 км перепад высот: +625 м −625 м | Маурицио Джеметто Италия | 35.30    | Массимо Галлиано Италия | 35.38     | Стивен Гриффитс Уэльс | 36.54    |
| Юниоры 7,44 км (команды)                    | Италия · Маурицио Джеметто · Массимо Галлиано · Дарио Фракасси · Габриэле Де Нард | 10 очков | Англия · Уильям Стайан · Крейг Уотсон · Мэттью Уитфилд · Натан Мэттьюс | 25 очков  | Шотландия · Джон Брукс · Филип Моубрей · Хэмиш Хатчисон · Стивен Кэмерон | 34 очка  |
| Общий зачёт (мужчины+юниоры)                | Италия · Давиде Милези · Фаусто Бонци · Лучо Фрегона · Константино Бертолла · Марко Тоини · Клаудио Амати · Маурицио Джеметто · Массимо Галлиано · Дарио Фракасси · Джованни Росси · Джамбаттиста Лиццоли · Фабио Чапони · Андреа Агостини · Габриэле Де Нард | 58 очков | Англия · Мартин Джонс · Робин Бергстранд · Марк Кросдейл · Иен Холмс · Джон Тейлор · Гэвин Бланд · Уильям Стайан · Крейг Уотсон · Мэттью Уитфилд · Крейг Робертс · Стивен Хоукинс · Натан Мэттьюс | 120 очков | Швейцария · Ренатус Биррер · Тони Валькер · Ули Хорисбергер · Мариус Хаслер · Беат Штеффен · Мартин фон Кенель · Роман Венк · Штефан Майстер · Кристоф Майора · Мишель Сотебен · Петер Гшвенд · Адриан Рушталлер | 151 очко |

### Женщины
| Дисциплина                           | Золото                                                                                           | Золото   | Серебро                                                            | Серебро | Бронза                                                                    | Бронза  |
| ------------------------------------ | ------------------------------------------------------------------------------------------------ | -------- | ------------------------------------------------------------------ | ------- | ------------------------------------------------------------------------- | ------- |
| 7,44 км перепад высот: +625 м −625 м | Гудрун Пфлюгер Австрия                                                                           | 39.16    | Сара Роуэлл Англия                                                 | 40.37   | Сабине Штельцмюллер Австрия                                               | 40.44   |
| 7,44 км (команды)                    | Австрия · Гудрун Пфлюгер · Сабине Штельцмюллер · Элизабет Руст · Анни Оберхофер · Ульрике Пухнер | 12 очков | Англия · Сара Роуэлл · Джанет Кеньон · Клэр Крофтс · Кэролайн Хьюз | 21 очко | Франция · Одиль Пуаро · Одиль Левек · Мартина Бара-Жаверзак · Эвелин Мюра | 41 очко |
| Юниорки*                             | Розита Рота Италия                                                                               | 20.49    | Анна Балогова Чехословакия                                         | 21.21   | Мэри Тодд Уэльс                                                           | 22.25   |
| Юниорки (команды)*                   | Италия · Розита Рота · Стефания Каньоли · Тамара Далла Росса · Симона Бонайти                    | 12 очков | Венгрия · София Цене · София Сабо · Тимея Халас                    | 23 очка | Чехословакия · Анна Балогова · Мария Мелишикова · Мартина Ласкова         | 33 очка |

* Демонстрационные дисциплины, проводились вне основной программы Кубка мира.

## Медальный зачёт
Медали завоевали представители 7 стран-участниц.
 Принимающая страна
| Место | Страна    | Золото | Серебро | Бронза | Всего |
| ----- | --------- | ------ | ------- | ------ | ----- |
| 1     | Италия    | 3      | 3       | 1      | 7     |
| 2     | Австрия   | 3      | 0       | 2      | 5     |
| 3     | Англия    | 2      | 4       | 1      | 7     |
| 4     | Франция   | 1      | 1       | 1      | 3     |
| 5     | Швейцария | 0      | 1       | 1      | 2     |
| 6     | Шотландия | 0      | 0       | 2      | 2     |
| 7     | Уэльс     | 0      | 0       | 1      | 1     |
| Всего | Всего     | 9      | 9       | 9      | 27    |